# Vinsobres
Vinsobres ist eine Gemeinde mit 1005 Einwohnern (Stand 1. Januar 2022) im Süden Frankreichs im Département Drôme in der Region Auvergne-Rhône-Alpes, etwa acht Kilometer westlich von Nyons.
Die Herkunft des Ortsnamens ist nicht eindeutig zu klären. Die alte gallische Bezeichnung Vintiobriga könnte sich jedoch aus den Teilen vins für Wind und briga für Berg, Festung zusammensetzen. Vinsobres würde somit ungefähr „windige Bergfestung“ bedeuten.

## Bevölkerungsentwicklung
| Jahr                       | 1962 | 1968 | 1975 | 1982 | 1990 | 1999 | 2009 | 2016 |
| Einwohner                  | 705  | 754  | 807  | 911  | 1062 | 1089 | 1109 | 1165 |
| Quellen: Cassini und INSEE |      |      |      |      |      |      |      |      |

## Sehenswürdigkeiten

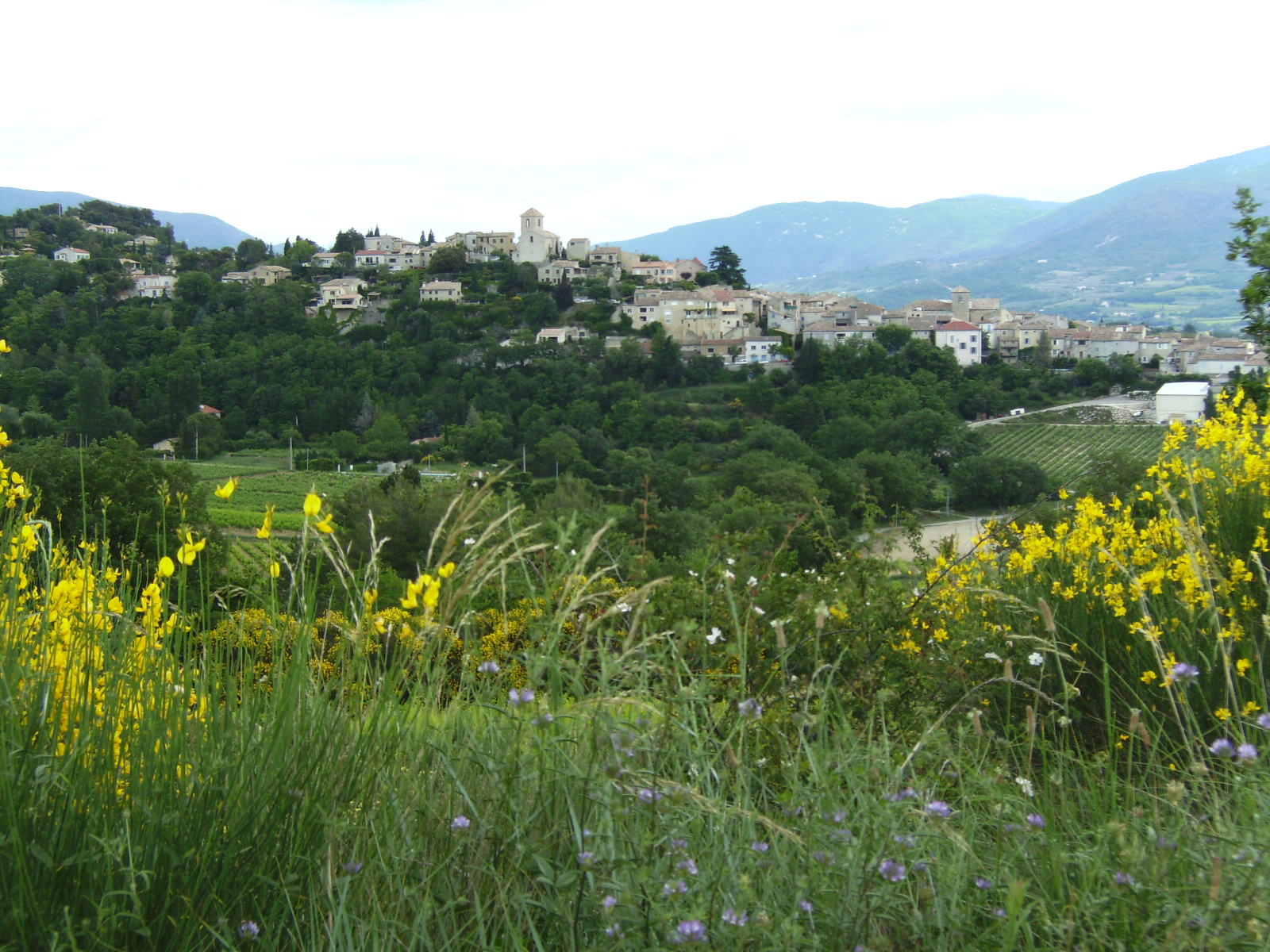
Vinsobres von Westen

Das älteste Bauwerk des Ortes ist das den Ort überragende Priorat aus dem 12. Jahrhundert. Es war den Wirren der französischen Religionsgeschichte besonders ausgesetzt und seine Zugehörigkeit wechselte mehrmals zwischen Protestanten und Katholiken. Heute ist es ein „Tempel“ (frz. temple) der Reformierten Kirche. Von seinem Vorplatz aus geht der Blick weit über das Eygues-Tal zum Mont Ventoux.
Die katholische Kirche des Ortes in der Ortsmitte wurde zwischen 1685 und 1710 errichtet. Sie beherbergt in ihrem Inneren einen prächtigen Kronleuchter aus dem 18. Jahrhundert.

## Wirtschaft und Infrastruktur
Vinsobres liegt im traditionellen Olivenanbaugebiet um Nyons. So stand auch hier der Olivenanbau lange Zeit im Vordergrund. Dies änderte sich jedoch mit den schweren Frösten der Jahre 1929 und 1956. Gab es vor 1929 noch ca. 55.000 Olivenbäume auf dem Gebiet der Gemeinde, so waren es nach dem Frost von 1956 nur noch 7000. Seit dieser Zeit setzt die Gemeinde vermehrt auf den Weinbau. Das Weinbaugebiet Vinsobres im südlichen Abschnitt der Weinbauregion Rhône hat seit dem 15. Februar 2006 den Status einer Appellation d’Origine Contrôlée (kurz AOC). Eine weitere wichtige Einnahmequelle ist der Tourismus.

## Sonstiges

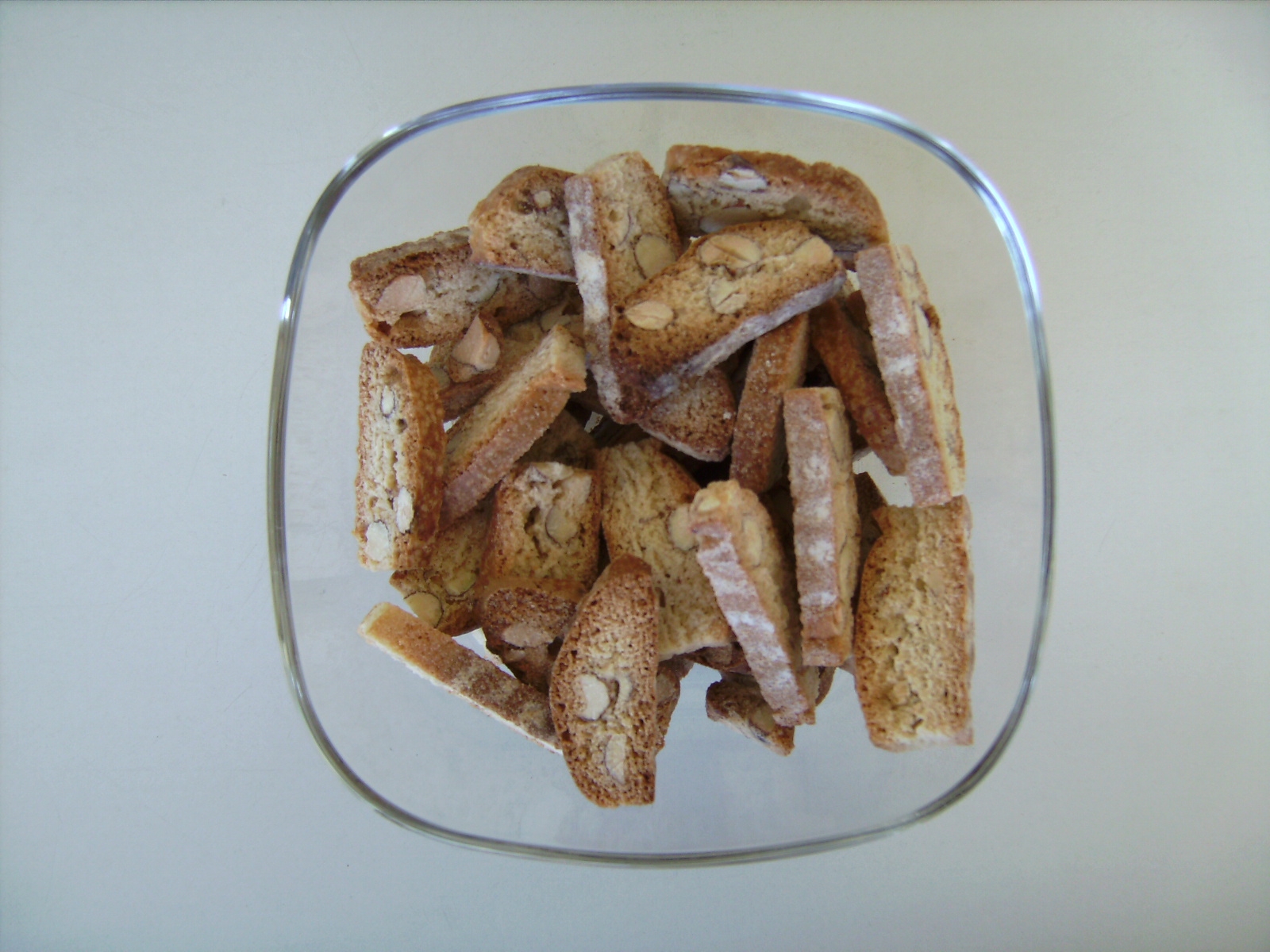
Croquettes de Vinsobres

Vinsobres ist die Heimat der heute in der gesamten Drôme Provençale und darüber hinaus beliebten Croquettes de Vinsobres, einem leicht gezuckerten knusprigen Kleingebäck mit hohem Mandelanteil, das in der Gegend häufig zum Kaffee gereicht wird.